# Escrita tulu
A  escrita tulu (Tulu: Tuḷu lipi—escrita  em Tulu) é a escrita primitiva original da língua tulu, escrita que depois evoluiu da escrita Grantha. Há similaridades com a escrita do malaiala que também evoluiu  da Grantha.
Foi primeiramente usada pelos brâmanes que falavam o tulu, tais como os Brahmi Shivalli para escrever mantras védicos e para traduzir palavras do Sânscrito para a língua tulu. A mais antiga evidência literária em escrita tulu é uma tradução para o tulu do Mahabharata chamada  Tulu Mahabharato. Não é mais usada para escrever o tulu, que hoje usa a escrita canaresa para suas documentações.

## Literatura
Em comparação com outras línguas da Índia meridional, a língua tule não uma grande quantidade de obras literárias. A mais antiga é a já citada Tulu Mahabharato que data do século XV. Há outros manuscritos que foram localizados e que usaram a escrita, o Devi Mahatme, também do século XV e dois poemas épicos, Sri Bhagavata e Kaveri do século XVII.

## Declínio
Várias razões podem ter lavado à extinção da escrita tulu. A língua tulu era um idioma de minorias na antiga Presidência de Madras sob o domínio britânico, não tendo por isso recebido muita atenção por parte dos governantes. Além disso, o estabelecimento de uma prensa móvel por parte de missionários alemães, os quais usavam a escrita e a língua canaresa em lugar do tulu, levou a escrita tulu ao desuso.

## Atualmente
A língua tulu continua sobrevivendo nas áreas litorâneas de Karnataka e do distrito Kasargod de Kerala, em função do amor que os tuluvas têm por sua língua. A academia Tulu Sahitya Academy fez com que a língua tulu fosse ensinada em escolas do litoral de Karnataka, tais como a Alva's “High School”, de Moodbidri; Dattanjaneya “High School”, de Odiyoor; Ramakunjeshwara “High School” inglesa de Ramakunja; e no colégio composto pré-universitário de Belthangady. Planeja-se a implementação desse ensino em outras escolas e aguarda-se a autorização do governo. O tulu também é ensinado em nível de pós-graduação na Universidade de Mangalore e há um departamento dedicado ao estudo da língua na Universidade Dravidiana em Kuppam, Andhra Pradesh.
O Centro de Pesquisas Govinda Pai do “MGM College” de Udupi, Karnataka, iniciou em 1979 um projeto de pesquisa de léxico tulu que deveria durar 18 anos. Os diversos dialetos, os diferentes vocabulários usados em diversas atividade de trabalho, a literatura de folclore na forma de Paād-danāas foram utilizados. Foi produzido assim um dicionário, uma listagem léxica, em seis volumes, em três línguas: Canaresa-Tulu-Inglês. Esse léxico foi premiado como o “Gundert Award” como melhor dicionário da Índia em 1996.

## Semelhança com o malaiala
As escritas malaiala e a tulu se parecem parcialmente. A tulu não tem apresenta uma poucas letras que a malaiala tem,  mas é mais similar à malaiala do que ea escrita tâmil no sentido de que, ao contrário da tâmil, ambas apresentam uma letra separada para a consoante varga. Para alguns especialistas, teria existido uma variante da escrita Grantha chamada rscrita Tulu-Malaiala que data dos séculos VIII e IX
E da qual possivelmente derivaram ambas as escritas, a tulu e a malaiala. Outros acreditam que escrita tulu seja mais antiga do que a malaiala, que teria evoluído da primeira ou fora influenciada por ela, embora o mais antigo documento disponível em tulu, o  Tulu Mahabharato (em língua tulu, ತುಳು ಮಹಾಭಾರತ, Tuḷu Mahābhārata), seja dos anos 1500.

## Caracteres
A expectativa para os caracteres Unicode, na faixa U+11B50–U+11BAF), é conforme se segue:
1. Letra TULU A, AA, I, II, U, UU, R-vocálico, E, AI, O
2. AU, KA, KHA, GA, GHA, NGA, CA, CHA, JA, JHA
3. NYA, TTA, TTHA, DDA, DDHA, NNA, TA, THA, DA, DHA
4. NA, PA, PHA, BA, BHA, MA, YA, RA, LA, VA
5. SHA, SSA, SA, HA, LLA, LLLA, Sinal Vogal Tulu A
6. Sinal Vogal Tulu U, UU, R-vocálico, E, AI, O, AU, Virama Tulu, Anusvara Tulu, Visarga Tulu
7. TULU DIGIT 0, 1, 2, 3, 4, 5, 6, 7, 8, 9

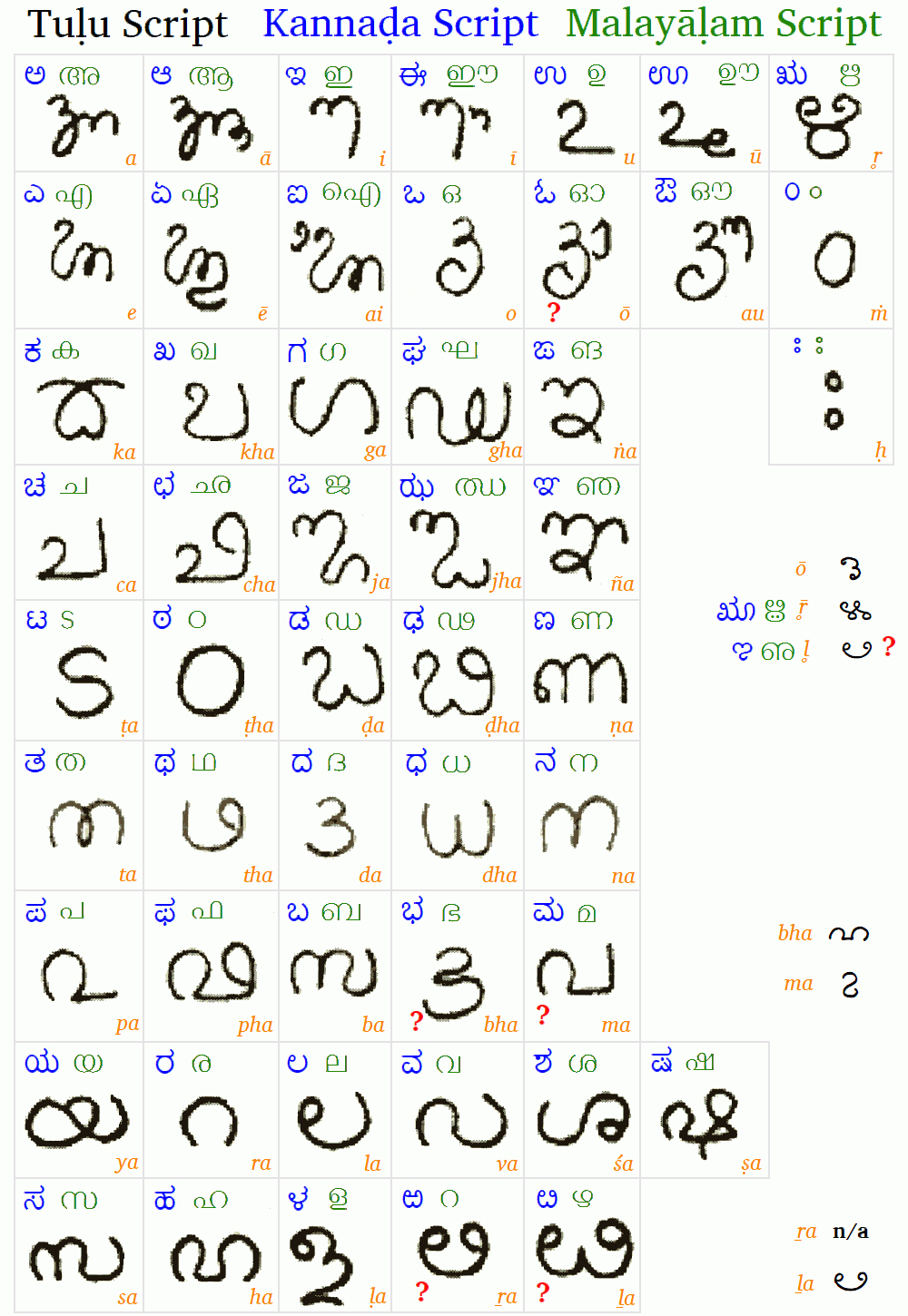

A escrita canaresa e a malaiala compartilham muitas letras similares; tulu e malaiala compartilham poucas (ña, la, ḻa) que se parecem, porém, mais com as correspondentes canaresas.
Comparação das escritas Grantha, Malaiala e Tulu (ka, kha, ga, gha, ṅa):

## Glifos Consoantes-Vogais
A tabela a seguir mostra como são os glifos consoante-vogal da escrita tulu. Assim, na linha chamada k mostram-se  ka, kā, ki, kī, ku, kū, kr̥, ke, kai, ko, kau, kaṁ, kaḥ. Não há em escrita tulu distinções entre vogais longas e curtas como e - ē, ou como o - ō'.